# Tidiane Diallo
Tidiane Diallo, né le 28 mai 2006 à Orléans (Loiret), est un footballeur franco-sénégalais qui évolue au poste de milieu offensif ou d'ailier gauche dans les équipes de jeunes du RC Strasbourg.

## Biographie
Né d’un père sénégalais et d’une mère algérienne, il grandit à Orléans.

## Palmarès
Avec l'équipe de France des moins de 17 ans, il est finaliste de l'Euro 2023 et de la Coupe du monde 2023.